# 콘탁스 N 디지털
콘탁스 N 디지털(콘탁스 ND, Contax N Digital)은 일본 콘탁스에 의해 생산된 6백만 화소의 풀프레임 DSLR 카메라이다. 2000년 7월 18일에 발표되었으나 몇 번의 출시 연기를 끝으로 2002년 봄부터 판매가 되었다. 출시 당시 많은 호평과 혹평을 동시에 받게 되었는데 결국 시장에 출시된 지 일 년이 채 되지 않고 철수되었다.
135 필름과 같은 크기의 이미지 센서를 사용하는 세계 최초의 풀프레임 DSLR이라는 것이 주목할 만한 점이었다. 당시 DSLR들은 상대적으로 작은 센서와 잘려나간 시야만을 제공했었다(크롭 펙터 참조). 이미지 센서는 필립스사의 FTF3020-C로서 중형 포맷 디지털백인 제놉틱 아이라이크(Jenoptik Eyelike)에 사용되었었던 것과 같은 CCD 이미지 센서이다. 펜탁스 또한 같은 센서를 자신들의 풀프레임 DSLR인 펜탁스 MZ-D(Pentax MZ-D)에 사용하려 했지만 2001년에 결정을 취소한다. 필립스사의 FTF3020-C 이미지 센서는 감광 속도(ISO)가 최소 ISO 25이 특징이었지만 여러 사용자들이 ISO 100이상에서 노이즈가 상당히 발생하는 것을 발견했으며, 1초 이상의 노출 시에도 노이즈가 많이 발생하는 문제를 가지고 있었다. 또한 전력 소모가 심하여 AA 충전지 4개로 약 100장 정도밖에 촬영하지 못한다. 플래시 측광과 자동 초점 성능도 떨어지는 편이다. 콘탁스를 뒤따라 2002년 말에는 캐논에서 Canon EOS-1Ds라는 풀프레임 DSLR을 발표했고 뒤따라 코닥이 DCS Pro14n이라는 동급의 카메라를 2003년에 발표했다. 2008년에는 소니와 니콘도 풀프레임 모델을 출시했다.
ND는 단명했던 35mm 필름 SLR 기종 콘탁스 N(Contax N)을 기초로 한 카메라로 콘탁스 N 마운트(Contax N-Mount)시스템을 사용했다. 칼 자이스에서는 N 마운트 시스템을 위해 총 아홉 개의 렌즈를 생산하였고 렌즈들은 상당히 좋은 평가를 받았다. 콘탁스 N 마운트 카메라는 총 세가지만 존재하는데 필름 SLR 카메라 두 대와 지금 N 디지털이다 - 현재 모두 단종되었다. N 마운트 렌즈들은 개조를 통해 Canon EOS 마운트 카메라에 얹어 수동 렌즈로 사용할 수 있다.
N 디지털의 종말 이후, 2002년 콘탁스 TVS(Contax TVS)를 마지막으로 콘탁스라는 브랜드 이름은 사라지게 된다. 그 이후 콘탁스의 모회사인 쿄세라는 2005년 디지털 이미지 사업에서 철수한다. 오늘날에도 N 디지털은 200만원 전후로 중고시장에서 거래되고 있다.